# Rue Alexis Willem
La rue Alexis Willem est une impasse bruxelloise de la commune d'Auderghem qui aboutit sur l'avenue des Héros sur une longueur de 120 mètres.

## Historique et description
L’avenue fut tracée en même temps que l’avenue des Héros et baptisée le 8 juin 1955.
En 1955, on commençait la construction du quartier du Parc des Princes dont toutes les rues reçurent le nom d’une victime de guerre. Le fait d'avoir donné à cette rue le nom d’un échevin en charge en 1887 est assez inattendu.
- Premier permis de bâtir délivré le 7 novembre 1956 pour le n° 18.